# Гірськолижний спорт на зимових Олімпійських іграх 1972
Змагання з гірськолижного спорту на зимових Олімпійських іграх 1972 тривали з 5 до 13 лютого поблизу Саппоро (Японія). Програма складалася з 6-ти дисциплін: швидкісний спуск, слалом і гігантський слалом серед чоловіків та жінок. Змагання у швидкісному спуску відбулися на горі Еніва, а в решті 4-х дисциплін на лижному курорті Саппоро Тейне.

## Чемпіони та призери

### Таблиця медалей
| Місце               | Країна              | Золото | Срібло | Бронза | Загалом |
| ------------------- | ------------------- | ------ | ------ | ------ | ------- |
| 1                   | Швейцарія (SUI)     | 3      | 2      | 1      | 6       |
| 2                   | Італія (ITA)        | 1      | 1      | 1      | 3       |
| 3                   | США (USA)           | 1      | 0      | 1      | 2       |
| 4                   | Іспанія (ESP)       | 1      | 0      | 0      | 1       |
| 5                   | Австрія (AUT)       | 0      | 2      | 2      | 4       |
| 6                   | Франція (FRA)       | 0      | 1      | 1      | 2       |
| Загалом (6 збірних) | Загалом (6 збірних) | 6      | 6      | 6      | 18      |

Джерело:

### Чоловіки
| Дисципліна         | Золото                             | Золото  | Срібло                      | Срібло  | Бронза                    | Бронза  |
| ------------------ | ---------------------------------- | ------- | --------------------------- | ------- | ------------------------- | ------- |
| Швидкісний спуск   | Бернар Руссі · Швейцарія           | 1:51.43 | Роланд Коломбен · Швейцарія | 1:52.07 | Гайні Месснер · Австрія   | 1:52.40 |
| Гігантський слалом | Густав Тені · Італія               | 3:09.62 | Еді Бруґґман · Швейцарія    | 3:10.75 | Вернер Маттле · Швейцарія | 3:10.99 |
| Слалом             | Франсіско Фернандес Очоа · Іспанія | 1:49.27 | Густав Тені · Італія        | 1:50.28 | Роланд Тені · Італія      | 1:50.30 |

Джерело:

### Жінки
| Дисципліна         | Золото                       | Золото  | Срібло                          | Срібло  | Бронза                      | Бронза  |
| ------------------ | ---------------------------- | ------- | ------------------------------- | ------- | --------------------------- | ------- |
| Швидкісний спуск   | Марі-Терез Надіґ · Швейцарія | 1:36.68 | Аннемарі Мозер-Прелль · Австрія | 1:37.00 | Сьюзен Коррок · США         | 1:37.68 |
| Гігантський слалом | Марі-Терез Надіґ · Швейцарія | 1:29.90 | Аннемарі Мозер-Прелль · Австрія | 1:30.75 | Вільтруд Дрексель · Австрія | 1:32.35 |
| Слалом             | Барбара Кокран · США         | 1:31.24 | Даніель Дебернар · Франція      | 1:31.26 | Флоранс Стерер · Франція    | 1:32.69 |

Джерело:

## Опис траси
| Дата        | Спуск                                     | Висота старту | Висота фінішу | Перепад висот | Довжина спуску | Середній нахил |
| ----------- | ----------------------------------------- | ------------- | ------------- | ------------- | -------------- | -------------- |
| Пон 7 лют   | Швидкісний спуск – чоловіки               | 1126 м        | 354 м         | 772 м         | 2.636 км       | 29,3%          |
| Суб 5 лют   | Швидкісний спуск – жінки                  | 870 м         | 336 м         | 534 м         | 2.108 км       | 25,3%          |
| Сер 9 лют   | Гігантський слалом – чоловіки (1-й спуск) | 952 м         | 550 м         | 402 м         | 1.075 км       | 37,4%          |
| Чет 10 лют  | Гігантський слалом – чоловіки (2-й спуск) | 952 м         | 550 м         | 402 м         | 1.089 км       | 36,9%          |
| Вів 8 лют   | Гігантський слалом – жінки                | 982 м         | 625 м         | 357 м         | 1.232 км       | 29,0%          |
| Нед 13 лют  | Слалом – чоловіки (2 спуски)              | 795 м         | 567 м         | 228 м         | 0.531 км       | 42,9%          |
| П'ят 11 лют | Слалом – жінки (2 спуски)                 | 751 м         | 567 м         | 184 м         | 0.449 км       | 34,3%          |

Джерело:

## Країни-учасниці
У змаганнях з гірськолижного спорту на Олімпійських іграх у Саппоро взяли участь спортсмени 27-ми країн. Філіппіни і Китайський Тайбей дебютували в цьому виді програми.
| - Аргентина (2) - Австралія (2) - Австрія (13) - Бельгія (1) - Болгарія (2) - Канада (8) - Франція (12) - Західна Німеччина (11) - Велика Британія (8) | - Греція (3) - Іран (4) - Італія (8) - Японія (10) - Ліван (1) - Ліхтенштейн (3) - Нова Зеландія (2) - Норвегія (7) - Філіппіни (2) | - Польща (2) - Республіка Китай (4) - Румунія (2) - СРСР (4) - Іспанія (3) - Швеція (4) - Швейцарія (12) - США (13) - Югославія (1) |